# Цолер, Дан
Дан Цолер (Золер; род. 10 января 1974, Яссы) — израильский шахматист, гроссмейстер (2011). Врач-терапевт.
С 1986 живет в Израиле.
Чемпион Израиля (1990) до 20 лет и бронзовый призёр чемпионата мира (1992) до 18 лет.
Участник 20-го чемпионата Европы среди юниоров (1990/1991) в г. Арнеме и 5-и личных чемпионатов Европы (2012—2015, 2019).
Участник 5-и Кубков европейских клубов в составе команд «Хапоэль», г. Тель-Авив (1992, команда до дошла по полуфинала) и «ASA», г. Тель-Авив (2000—2003).

## Изменения рейтинга
| Графики недоступны из-за технических проблем. См. информацию на Фабрикаторе и на mediawiki.org. |